# Marianne Apostolides
 (octobre 2023).
Si vous disposez d'ouvrages ou d'articles de référence ou si vous connaissez des sites web de qualité traitant du thème abordé ici, merci de compléter l'article en donnant les références utiles à sa vérifiabilité et en les liant à la section « Notes et références ».
Marianne Apostolides est une écrivaine canadienne d'expression anglaise.

## Biographie
D'ascendance grecque, Marianne Apostolides vit à Toronto. 

## Œuvres
- (en) Sophrosyne, roman.
- Voluptés, La Peuplade, 2015 ((en) Voluptuous Pleasure), trad. Madeleine Stratford.
- (en) The Lucky Child, roman.
- Elle nage, La Peuplade, 2016 ((en) Swim), trad. Madeleine Stratford
- (en) Inner Hunger.

Voluptés